# ودی، جورجی
ودی، جورجی (به لاتین: Vedea, Giurgiu) یک سکونتگاه مسکونی در رومانی است که در شهرستان جورجی واقع شده‌است.

## خصوصیات
ودی ۵٬۸۷۳ نفر جمعیت دارد.